# Треугольник конфликта

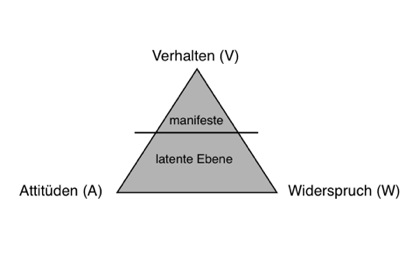

Треугольник конфликта (или ABC треугольник) — это модель, исследующая причины и последствия конфликта.
Теория была создана Йоханом Галтунгом и была опубликована в Журнале исследований мира в 1969 году. При использовании треугольника выделяют три аспекта конфликтной ситуации: на вершине находится B или Behaviour-Поведение (действия людей, их высказывания, оскорбления и т. д.), на вершинах A -Attitude-Отношения (оно включает в себя чувства, предрассудки и убеждения) и C — Contradiction-Противоречие или Context-Контекст. Последний определяется неравенством положения вовлеченных в конфликт сторон, территориальными или экономическими спорами.
Треугольник конфликта используется для анализа всех типов конфликтных ситуаций, включая конфликты с множеством участников.